# Karl Martin Rebel
Karl Martin Rebel (* 10. April 1933 in Ober-Roden; † 21. Februar 2006 in Rödermark) war ein deutscher Kommunalpolitiker (CDU).

## Werdegang
Rebel war ab 1969 Bürgermeister von Ober-Roden und nach Auflösung der Gemeinde im Zuge der kommunalen Neuordnung Hessens von 1977 bis 1982 Bürgermeister der neu gebildeten Stadt Rödermark. Vom 1. Juni 1982 bis 5. Juli 1989 war er Landrat des Landkreises Offenbach.

## Ehrungen
- 1990: Verdienstkreuz 1. Klasse der Bundesrepublik Deutschland
- 2003: Ernennung zum Ehrenbürgermeister von Rödermark